# Ctenopterella vodonaivalui
Ctenopterella vodonaivalui är en stensöteväxtart som först beskrevs av Garth Brownlie och fick sitt nu gällande namn av Barbara S. Parris.
Ctenopterella vodonaivalui ingår i släktet Ctenopterella och familjen Polypodiaceae. Inga underarter finns listade i Catalogue of Life.